# Index Islamicus
Index Islam est une base de données bibliographique dédiée à la religion de l'Islam et au monde musulman, compilée pour la première fois en 1956 par James Douglas Pearson,. Elle comporte plus de quatre cent mille documents. Elle est actuellement compilée par CH Bleaney & S. Sinclair et la School of Oriental and African Studies à Londres, et publiée par l'Éditions Brill.